# Isla Nueva Georgia
Nueva Georgia es una isla de las Islas Salomón, en el océano Pacífico sur. 

### Geografía
Es la mayor de las islas que forman parte de la provincia Occidental y está integrada en el grupo de las islas Nueva Georgia. La principal ciudad de la isla es Munda, en el lago Roviana, seguida de Boro, 17 km al norte de la primera, ambas con más de 3000 habitantes.
Tiene una longitud de 72 km en su lado más largo y una superficie de 2037 km². El punto más elevado de la isla tiene una altura de 1007 metros. Está situada, al igual que el resto de las islas del grupo en el lado inferior del estrecho de Nueva Georgia. La isla de Kolombangara se encuentra al oeste, tras el golfo de Kula, la isla de Vanguna al este, y el canal Blanche y las islas de Rendova y Tetepare al sur.
La isla está cubierta de bosques tropicales, y las actividades económicas proncipales son la pesca y la silvicultura. 

### Población
En 1997 la isla tenía 19 000 habitantes. En la isla se hablan lenguas del grupo de las lenguas de Nueva Georgia, del grupo austronesio, que a su vez se dividen en occidentales y orientales.

### Historia
Durante la Segunda Guerra Mundial la isla fue tomada por las tropas japonesas y posteriormente invadida por las tropas estadounidenses durante la batalla de Nueva Georgia. Los primeros desembarcos estadounidenses se produjeron el 30 de junio de 1943 y la isla fue controlada el 23 de agosto del mismo año tras intensas luchas en la jungla, aunque los combates continuaron hasta octubre.
La ciudad de Munda fue la base del ejército japonés y no fue tomada por los estadounidenses hasta el 5 de agosto. Las instalaciones japonesas de Bairoko Harbor, 13 km al norte de Munda, no fueron tomadas hasta el 25 de agosto.

### Transporte
Hay vuelos directos entre Munda y Honiara, la capital del país. Para promover el turismo Solomon Airlines introdujo vuelos directos una vez por semana entre Brisbane y Munda en 2019.